# Solidity
Solidity — об'єктно-орієнтована та предметно-орієнтована мова програмування розумних контрактів для платформи Ethereum.

## Історія
Мова була запропонована в серпні 2014 року Гевіном Вудом. Надалі розробка мови була виконана під керівництвом Крістіана Райтвизнера (Christian Reitwiessner) командою Solidity в рамках проєкту Ethereum. Це одна з чотирьох мов (три інші: Serpent, LLL і Mutan), спроєктованих для трансляції в байт-код віртуальної машини Ethereum. Отримала широке поширення з появою технологій блокчейну, зокрема стека технологій на основі Ethereum, для створення програмного забезпечення розумних контрактів.

## Опис
Solidity — статично типізована JavaScript-подібна мова програмування, створена для розробки розумних контрактів, які працюють на віртуальній машині Ethereum (EVM). Програми на мові Solidity транслюються в байткод EVM. Solidity дозволяє розробникам створювати самодостатні програми, що містять бізнес-логіку, результуючу в транзакційні записи блокчейну.
Використання синтаксису ECMAScript за задумом Вуда має допомогти прийняттю мови дійсними веброзробниками. Однак, на відміну від ECMAScript, мова отримала статичну типізацію змінних і динамічні типи значень. Порівняно з компільованими в такий же байт-код мовами Serpent і Mutan, мова Solidity має важливі відмінності. Підтримуються комплексні змінні контрактів, включаючи довільні ієрархічні відображення (mappings) і структури. Контракти підтримують спадкування, включаючи множинне і C3-лінеаризацію. Підтримується бінарний інтерфейс програмування (ABI), що має безліч типобезпечних функцій в кожному контракті (пізніше з'явився також і у Serpent). Специфікована система документування коду, для пояснення послідовності викликів, що отримала назву «Специфікації природною мовою Ethereum» (Ethereum Natural Format Specification).

Приклад програми на мові Solidity:
```
contract
 
GavCoin

{

  
mapping
(
address
=>
uint
)
 
balances
;

  
uint
 
constant
 
totalCoins
 
=
 
100000000000
;

  
/// Endows creator of contract with 1m GAV.

  
function
 
GavCoin
(){

      
balances
[
msg
.
sender
]
 
=
 
totalCoins
;

  
}

  
/// Send $((valueInmGAV / 1000).fixed(0,3)) GAV from the account of $(message.caller.address()), to an account accessible only by $(to.address()).

  
function
 
send
(
address
 
to
,
 
uint256
 
valueInmGAV
)
 
{

    
if
 
(
balances
[
msg
.
sender
]
 
>=
 
valueInmGAV
)
 
{

      
balances
[
to
]
 
+=
 
valueInmGAV
;

      
balances
[
msg
.
sender
]
 
-=
 
valueInmGAV
;

    
}

  
}

  
/// getter function for the balance

  
function
 
balance
(
address
 
who
)
 
constant
 
returns
 
(
uint256
 
balanceInmGAV
)
 
{

    
balanceInmGAV
 
=
 
balances
[
who
];

  
}

};

```

## Доступні платформи розробки
- Microsoft Visual Studio[5][6]
- ConsenSys Enterprise[7]